# René Couzinet
Renè Alexander Arthur Couzinet (Saint-Martin-des-Noyers, 1º febbraio 1904 – Parigi, 16 dicembre 1956) è stato un ingegnere francese.
Costruttore di aerei ed inventore con 90 brevetti registrati. La "Société des Avions René Couzinet" ha costruito una serie di aerei negli anni dal 1920 and 1930.

## Biografia
Figlio di una maestra, ha sviluppato la passione per l'aviazione in tenera età, osservando il volo delle rondini. Entra nel 1921 presso la Scuola di Arti e Mestieri di Angiers (come Louis Béchereau) dove si diploma secondo della sua classe, nel frattempo deposita diversi brevetti legati all'aviazione prima di entrare a far parte della École supérieure de l’aéronautique nel 1924. Riesce a raccogliere dei soldi in una fabbrica di turbine nel Nord per pagare il suo esordio da studente, prima di essere incorporato, nel Novembre 1925, nell'aeronautica militare (non esiste ancora l'Aeronautica Militare indipendente) dove diventa sottotenente. Il 21 maggio 1927, allora ufficiale in servizio del 34º reggimento di aviazione, sottrae Charles Lindbergh all'entusiasmo della folla quando questi, dopo la sua celebre traversata in solitaria del Nord Atlantico, è arrivato trionfante a Le Bourget.
Tutti i suoi aerei mantennero la stessa formula a tre motori, ma non furono mai accettati con molto entusiasmo dai funzionari aeronautici francesi. Nel 1933, separato dall'ANF Les Mureaux, Couzinet apparve sull'orlo della bancarotta. Marcel Dassault ha detto di lui: "René Couzinet fa buoni aerei, ma non sa come venderli". L'ufficio di progettazione di Couzinet è stato successivamente integrato in quello della società aeronautica Breguet (Société anonyme des ateliers d’aviation Louis Breguet) a Villacoublay .
La serie di aerei più famosa furono quelli denominati Couzinet Arc en ciel (Arcobaleno), aeroplano innovativo che per primo venne realizzato senza piloni di sostegno per le ali, e che con il modello Couzinet 70 Arc en ciel III fu il primo a effettuare una transvolata atlantica per conto della società governativa francese Aéropostale, pilotato dal celebre pilota Jean Mermoz.

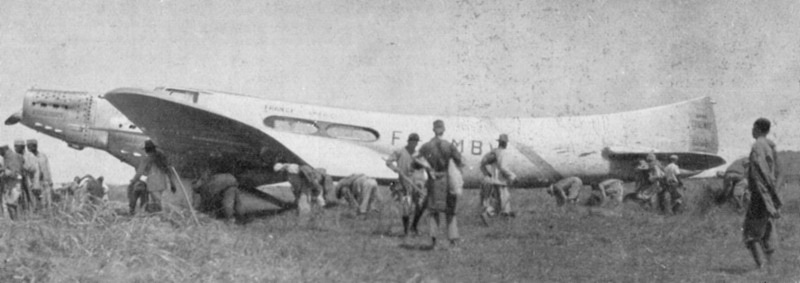
Couzinet 70 III Arc en ciel

Durante la seconda guerra mondiale emigrò in Brasile dove fu incaricato della direzione tecnica dell'aeronautica nazionale, a Lagoa Santa, poi si arruolò nel 1943 nelle forze di combattimento francesi. Quando tornò in Francia nel 1944, la maggior parte delle porte degli uffici di progettazione gli furono chiuse. I suoi molteplici e avveniristici progetti di aliscafi e aerei a decollo verticale non andranno oltre la gestazione di modelli. Non è stato in grado di ottenere l'autorizzazione dall'amministrazione per ricostruire i suoi laboratori sull'Ile de la Jatte, che erano stati distrutti durante la guerra. 
Nel 1952 progettò e depositò 3 brevetti per un modello di Disco volante, il Couzinet Aérodyne RC-360. Un velivolo a decollo verticale (VTOL) che utilizzava due dischi controrotanti alimentati da tre motori. Creò un prototipo in scala 1-1 ed alcune maquette. Un secondo modello è stato progettato con sei motori Lycoming (180 CV ciascuno) e un turbogetto Marcel Dassault Viper. Vennero diffusi fotografie ed articoli al riguardo ma non riuscì mai a sviluppare il progetto di un velivolo funzionante nella realtà per non aver trovato i fondi necessari, ed il disinteresse del governo poiché il progetto venne dichiarato troppo oneroso economicamente.

Sconfortato, si suicida con una rivoltella dopo aver sparato alla moglie Gilberte nata Chazottes, vedova di Jean Mermoz, il 16 dicembre 1956. È sepolto nella tomba di famiglia assieme alla moglie nel cimitero parigino di Bagneux.

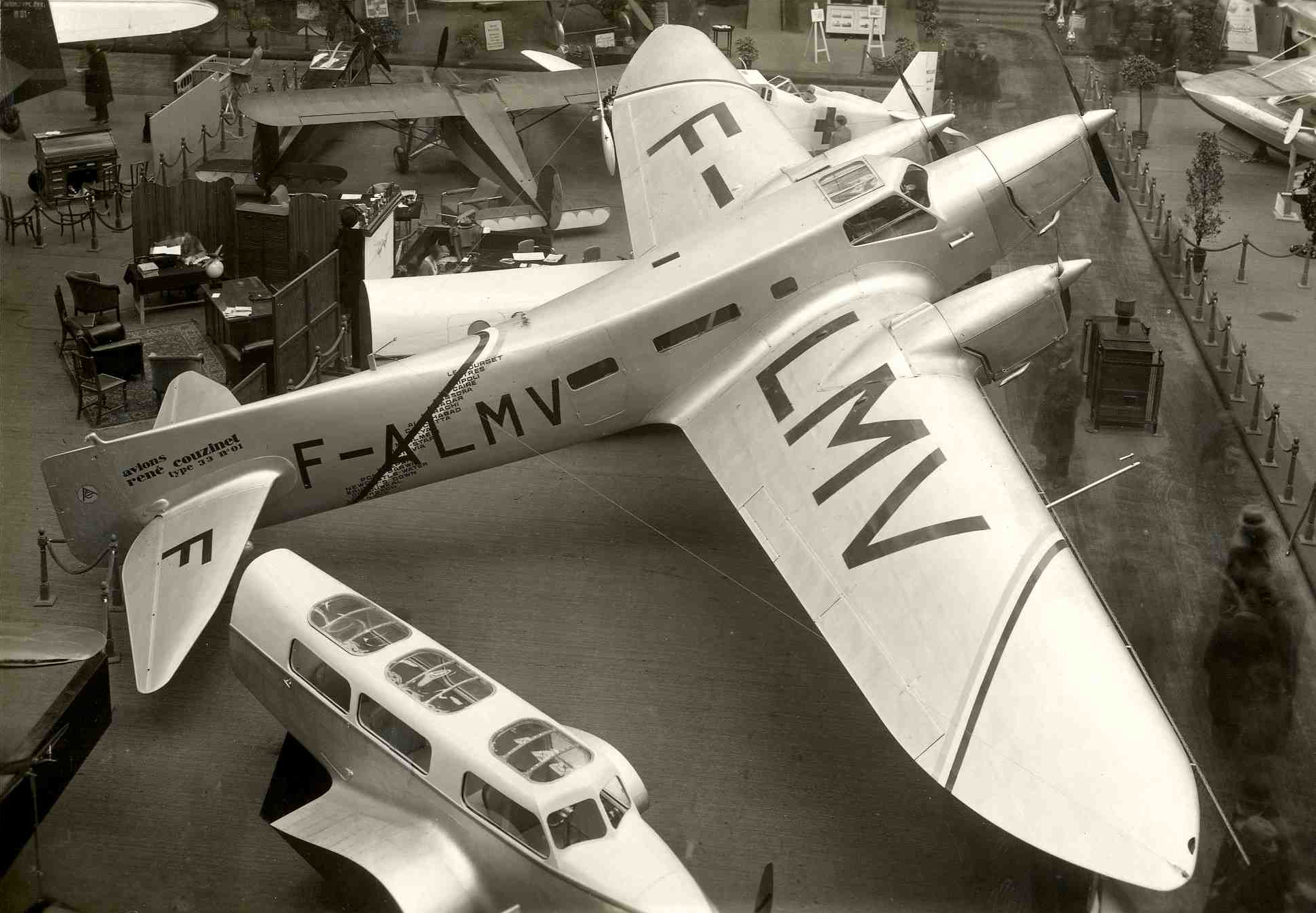
Il Couzinet 33 Biarritz Arc en ciel all'esposizione Grand Palais del 1933

## Tributi
- L'aerodromo di La Roche-sur-Yon - Les Ajoncs
- Il collegio pubblico di Chantonnay
- La scuola professionale René Couzinet di Challans
- Uno degli edifici dell'ENAC francese, École nationale de l'aviation civile di Tolosa